# Studio de cinéma

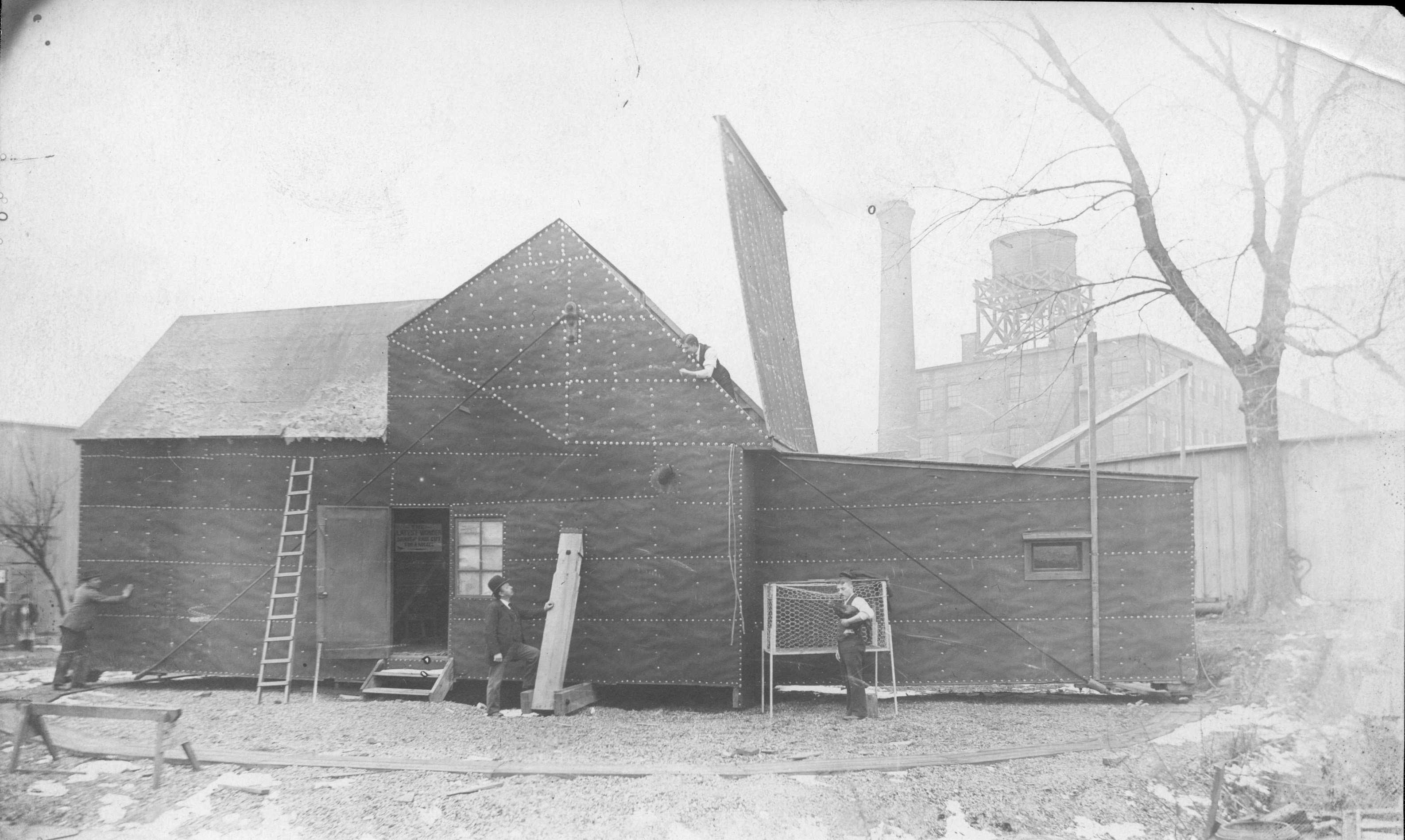
Le « Black Maria », premier studio de cinéma du monde (1893). Le toit est ouvert. On voit en bas le rail circulaire.

Un studio de cinéma est un bâtiment destiné à la fabrication de films cinématographiques ou télévisuels dont les décors, parce qu'inventés pour la circonstance, ou existants mais inadaptés à un tournage, sont construits dans ce lieu vaste, le plus souvent insonorisé, et équipé d’appareils et outils électriques complexes pour éclairer le ou les plateaux.

## Histoire
En 1891, l’inventeur et industriel américain Thomas Edison met au point, après bien des essais, la première caméra de cinéma, le Kinétographe, avec l’aide décisive de son assistant, William Kennedy Laurie Dickson. Les films tournés avec cette caméra sont présentés au public grâce à une machine de visionnage individuel, le Kinétoscope. « Les bandes tournées par Dickson sont à proprement parler les premiers films. » Pour enregistrer ces films, Dickson et Edison adoptent la pellicule souple en nitrate de cellulose (celluloïd), inventée par John Carbutt en 1887, et commercialisée en 1888 par l'industriel George Eastman (Kodak) sous la forme de rouleaux de 70 mm de large. Ils coupent ces rouleaux en deux dans le sens longitudinal, créant ainsi le format 35 mm que nous connaissons encore aujourd'hui, doté d'un double jeu de quatre perforations rectangulaires Edison. En 1893, vu l’intérêt que rencontrent ses films (c’est Edison qui, le premier, choisit le mot anglais « film » pour désigner ses bobineaux de pellicule impressionnée), l'industriel décide d’ouvrir des Kinetoscope Parlors, salles où plusieurs machines offrent autant de programmes différents à un public populaire qui entre en payant un droit forfaitaire de 1 quarter (1/4 de dollar ou 25 cts). 
Pour alimenter les kinétoscopes, Dickson, qui est ainsi le premier réalisateur de l’histoire du cinéma, tourne plusieurs dizaines de films, et il fait fabriquer à West Orange, dans le New Jersey, non loin de New York, un petit local destiné à protéger les prises de vues de la pluie et du vent, et de la curiosité du voisinage : le premier studio de l’histoire du cinéma. Cette modeste construction est en matériaux légers, bois et papier goudronné. Son toit s’ouvre en grand pour laisser entrer le soleil, indispensable aux prises de vues. Le studio est posé sur un rail circulaire et il peut être orienté pour bénéficier au mieux de la lumière naturelle. Il est alimenté par une ligne électrique car le kinétographe est entraîné par un moteur. Ce bâtiment, qu'Edison désigne en tant que « Kinetographic Theater », est appelé familièrement « Black Maria » par le personnel qui détourne ainsi le surnom des fourgons de la police new-yorkaise, noirs et inconfortables. Environ soixante-dix films sont réalisés à l'intérieur du Black Maria, de 1893 à 1895. À l’époque, et jusqu'au seuil des années 1900, la durée des films, qu’ils soient réalisés par Dickson, Louis Lumière, Georges Méliès ou Alice Guy, n’excède pas 1 minute. La notion moderne de court métrage n'est donc pas applicable à ces films car elle est basée sur une définition du grand film, le long métrage, qui n'apparaîtra que quelques décennies plus tard. Seules les Pantomimes lumineuses d'Émile Reynaud, les premiers dessins animés du cinéma, peints directement sur une pellicule non photosensible de 70 mm de large (faite de carrés de gélatine protégée par une couche de gomme-laque, reliés entre eux par du carton fort et souple), et projetés sur grand écran, dépassent cette durée, allant de 90 secondes à 5 minutes.

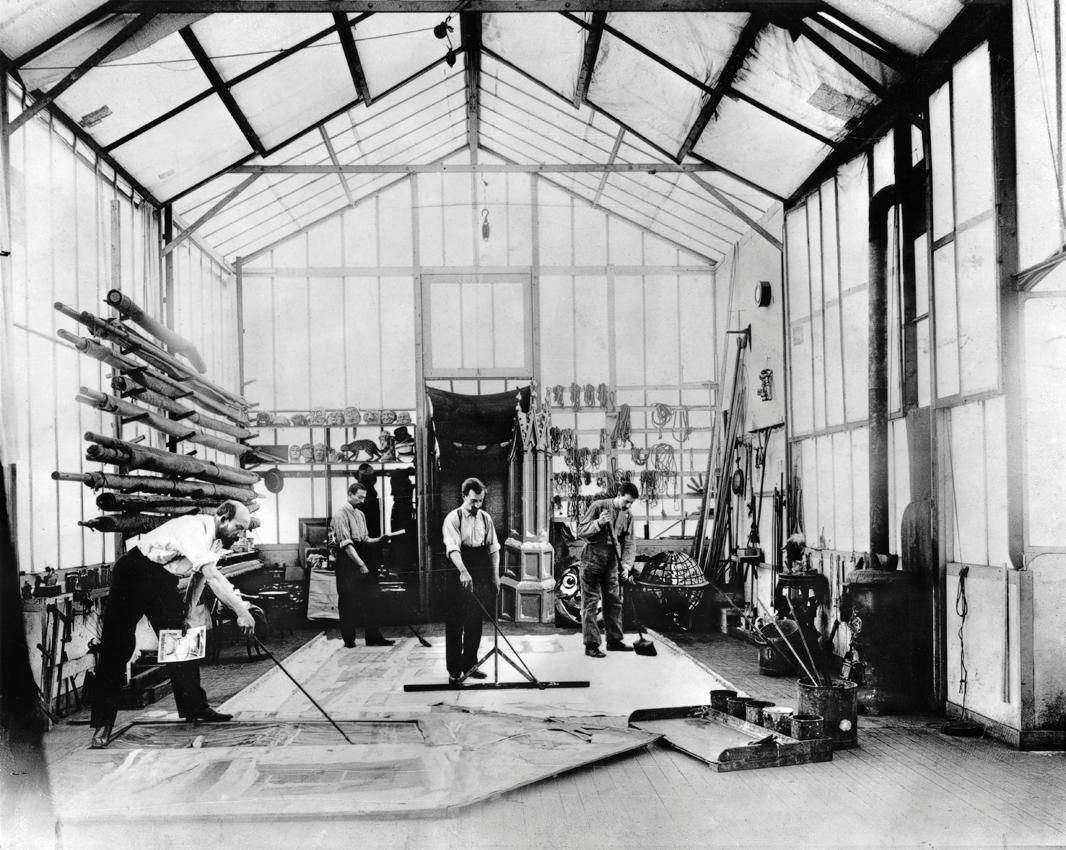
Le premier studio de cinéma en France, conçu par Georges Méliès en 1897 à Montreuil.

En 1896, le succès international des films de Louis Lumière décide Thomas Edison à concevoir en toute hâte un appareil de projection et d’alléger le kinétographe afin de réaliser à l’extérieur des vues documentaires semblables à celles du réalisateur français. Le moteur électrique est abandonné, une manivelle, à l'imitation du Cinématographe, entraîne désormais le mécanisme. Le Black Maria est déserté.
En 1897, Georges Méliès se lance dans la réalisation de films de fiction où la fantaisie et le fantastique se rejoignent. Homme de scène avant tout, il adopte pour tourner, des traditions empruntées au music-hall : construction de décors et fabrication d’accessoires factices. Il fait bâtir dans sa propriété du 1 rue François-Debergue, à Montreuil, près de Paris, le premier studio de cinéma en France : un studio de 17 mètres sur 66, dont la toiture vitrée culmine à six mètres du sol,. Cette conception du studio de cinéma, tout en vitrage, se répand un peu partout dans le monde. Ainsi, Edison remplace le Black Maria par un studio vitré sur le modèle de celui de Méliès, mais aux dimensions beaucoup plus grandes.
Cependant, les studios en plein air restent longtemps les plus nombreux, car ils ont l’avantage d’être peu onéreux. Ainsi, sur les toits des immeubles, de nombreux films sont tournés, profitant de la pleine lumière. Une toile peinte tendue en fond, un tapis pour habiller le ciment, une table et une chaise, suffisent pour servir de décor à différentes histoires qui utilisent les mêmes accessoires que le tournage précédent. Le décor a néanmoins l'inconvénient de trembloter avec le vent ou lorsque les comédiens se déplacent, défaut peu remarqué à l'époque[réf. nécessaire]. À Philadelphie, Siegmund Lubin produit des films sur des toits d’immeubles, à Brooklyn, la Biograph, où officie dorénavant Laurie Dickson, installe même un système identique à celui du Black Maria : un rail circulaire pour orienter le décor face au soleil. 
En France, la maison Pathé-frères entame son ascension fulgurante, qui va faire d’elle avant la Grande guerre, la plus puissante des sociétés de production du monde, qui, en 1903, ose même affronter le trust Eastman en créant sa propre chaîne de fabrication de pellicule, en tournant pourtant ses films « sur une estrade dressée en plein air sur des tonneaux… » C’est reprendre la tradition du théâtre, l’une des plus anciennes, celle de la Commedia dell'arte et des plateaux de représentation.
Dans les années 1900, aux États-Unis, le cinéma est le fait d'une poignée d’hommes décidés. Outre Thomas Edison et son industrie florissante, Edison Manufacturing Company, outre les quatre fondateurs de l'American Mutoscope & Biograph Company (le groupe KMCD : Koopman, Marvin, Casler et Laurie Dickson, transfuge d'Edison), d'autres personnages, qu’on pourrait qualifier d’aventuriers, tant leurs carrières sont étonnantes, deviennent des moteurs de l’industrie des films. Georges Sadoul, l’historien du cinéma mondial, en donne une description haute en couleur : « Carl Laemmle était un émigrant allemand. Il avait travaillé vingt ans durant dans une modeste entreprise de confection à Oshkosh (Wisconsin)... Le cinéma fit la fortune du teinturier Fox, devenu clown après faillite, du boutiquier Marcus Loew, propriétaire du Penny Arcades, du Hongrois Zukor, ancien marchand de peaux de lapins établi fourreur, et des quatre frères Warner, réparateurs de bicyclettes établis à Newcastle (Pennsylvanie), au débarqué de leur Pologne natale. »
En 1910, a lieu le premier tournage à Hollywood, une bourgade proche de Los Angeles, où le climat majoritairement ensoleillé permet de filmer tout au long de l’année. La présence de plusieurs vagues d’immigrés offre en prime la possibilité d’engager de nombreux figurants pour des films se déroulant dans le monde entier. Les paysages variés des alentours représentent aussi un atout certain. C'est D. W. Griffith qui arrive en premier à Hollywood, avec In Old California, pour en tourner les extérieurs. L’accueil du village est tellement chaleureux que Griffith écrira dans ses mémoires que ce tournage lui avait semblé être un délicieux week-end. La mode prend, bientôt s’installent à Hollywood diverses sociétés de production américaines, des plus grandes (les majors) aux plus modestes. Les premiers « studios » sont en fait des emplacements en pleine nature, où l’on dresse l’habituelle toile de fond. Très rapidement, de vastes emprises de terrain sont achetées, et l’on construit des studios vitrés équipés de velums pour tamiser les rayons du soleil. Par abus de langage, le terme de « studios » devient synonyme de « majors » qui désigne encore aujourd’hui les plus puissantes sociétés de production américaines.
Les majors dites « hollywoodiennes » ne se cantonnent pas sous le soleil de la Californie, elles gardent un pied à New York, là où se font et défont les affaires. Rien ne remplace Hollywood tant qu’il s’agit d’extérieurs, mais l’adaptation d’éclairages électriques spécifiques dans les studios des années 1920 favorise leur implantation dans d’autres villes des États-Unis. Pour les mêmes raisons, en France, Pathé fait construire un studio à Joinville-le-Pont, un autre à Montreuil, et Gaumont préfère demeurer dans la capitale, aux Buttes Chaumont.

## Description

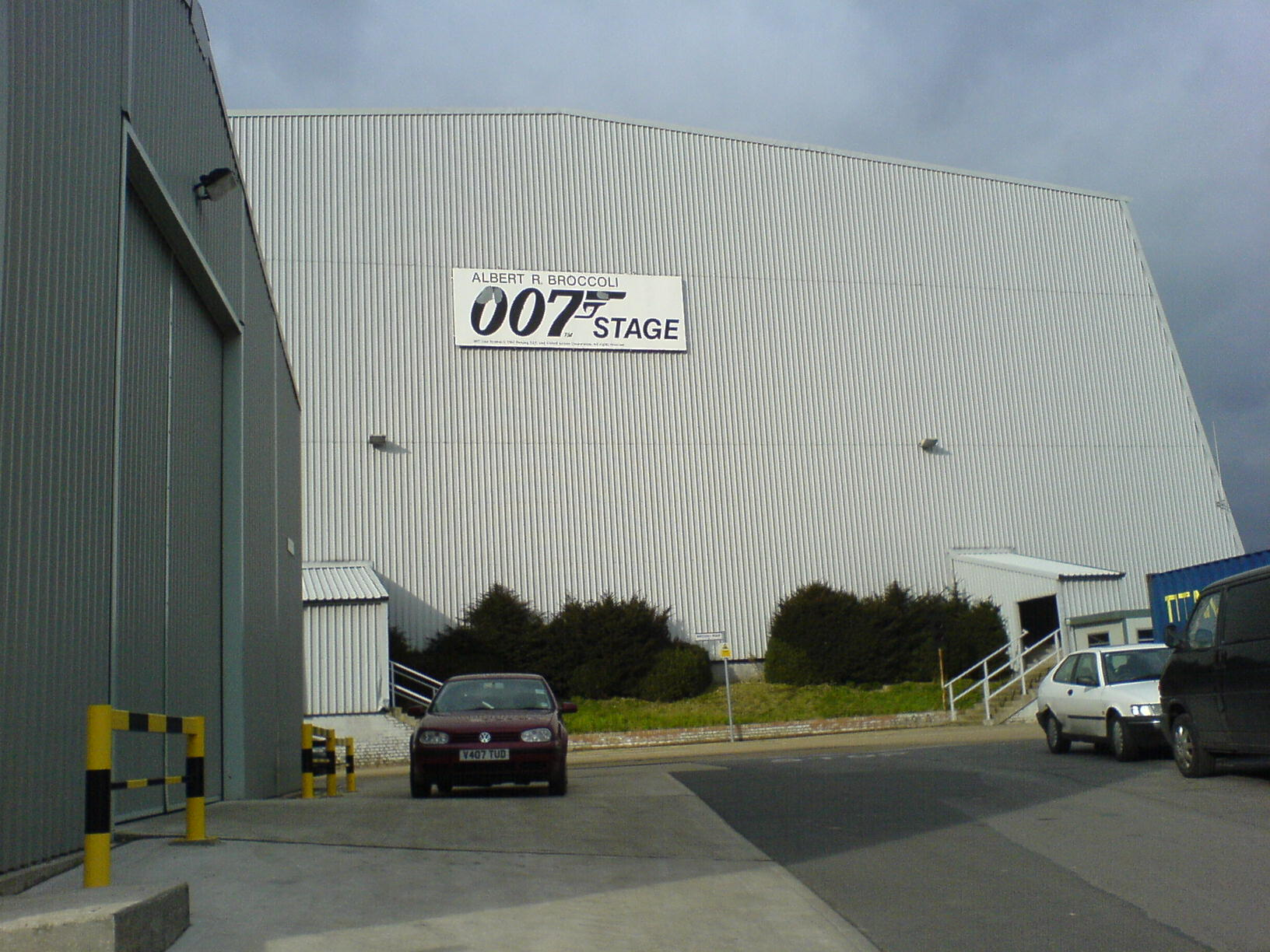
Les studios de Pinewood où étaient tournés de nombreuses scènes des films de James Bond.

Un studio est un grand hangar clos, insonorisé, possédant une grande entrée pour permettre l'accès d'éléments de décor, fabriqués dans des annexes (ateliers de menuiserie, de staff, de peinture) et assemblés pour les besoins de tournage de séquences d’un film, situées dans un décor donné, un décor que l’on nomme plateau. Un studio peut rassembler plusieurs bâtiments indépendants, qui peuvent recevoir autant de plateaux. Au temps du cinéma muet, plusieurs plateaux pouvaient être occupés dans le même hangar par plusieurs équipes de tournage disposées côte à côte, les bruits émanant de chaque plateau ne gênaient pas les voisins, puisque le son n'était pas enregistré.
Certains studios sont bâtis sur une fosse (sorte de piscine) pour activer des effets spéciaux aquatiques, avec des machines à remous. La plupart des studios sont équipés à demeure de larges et hauts « cyclos », un fond uni qui peut être peint en ciel de jour ou de nuit, ou recevoir des éléments peints derrière les « découvertes » du décor (les ouvertures par lesquelles on voit un autre décor plus éloigné, en trompe-l'œil). Ces cyclos sont maintenant peints en bleu ou en vert, pour servir le détourage des personnages et des accessoires de premier plan, lors de la fabrication des effets numériques (décors virtuels par exemple).
L'éclairage est assuré par des projecteurs installés au-dessus du plateau, sur un gril, identique à celui d’un théâtre, centralisé par un tableau de commande, une régie où chaque projecteur peut être mis en service ou éteint, et par toute une série de projecteurs sur pied que l’on dispose en fonction des besoins de chaque plan. Le gril permet aux électriciens d’accéder à chaque projecteur, afin de le régler et de l’équiper (en filtres colorés, par exemple). Mais plus récemment, on lui a préféré la commande depuis le sol par de longues manivelles, et plus pratique encore, la commande par servomoteurs, autorisant des grils plus légers et moins encombrants (non praticables, c’est-à-dire sans possibilité d’accès direct par l’électricien qui doit se servir éventuellement d’un élévateur).
Les studios possèdent encore aujourd'hui d’immenses réserves d’accessoires et de costumes, ainsi que des éléments de décor, que l'on peut reprendre d'un film à l’autre, en y apportant des modifications de détail. Dès les premiers temps, des laboratoires ont été installés dans l’emprise immobilière des studios, qui ne s’occupaient du développement que des films produits par la maison. Enfin, des bureaux, aussi bien administratifs qu’artistiques, complétaient et complètent encore aujourd’hui leur infrastructure.
De nos jours, la majorité des films sont tournés sur des plateaux qui n’appartiennent pas aux producteurs mais sont loués à des sociétés spécialisées.